# Guye
Il fiume Guye è un fiume lungo 46,6 km nel département di Saône-et-Loire, nella Francia centrale. È un tributario di sinistra del fiume Grosne, nel quale confluisce tra Malay e Savigny-sur-Grosne.

## Comuni attraversati
- Sainte-Hélène
- Moroges
- Bissey-sous-Cruchaud
- Sassangy
- Cersot
- Savianges
- Germagny
- Saint-Martin-du-Tartre
- Genouilly
- Joncy
- Burzy
- Saint-Martin-la-Patrouille
- Saint-Huruge
- Sailly
- Salornay-sur-Guye
- Sigy-le-Châtel
- Cortevaix
- Bonnay
- Malay
- Savigny-sur-Grosne[1]